# Грачаница (община, Босния и Герцеговина)
Община Грачаница (босн. и хорв. Opština Gračanica, серб. Општина Грачаница) — боснийская община, расположенная в северо-восточной части Федерации Боснии и Герцеговины. Административным центром является город Грачаница.

## Географическое положение
Община располагается в бассейне реки Спреча в её нижней части и рядом с горой Требава. Граничит со следующими общинами: Градачац на севере, Сребреник на востоке, Лукавац на юго-востоке, Петрово на юге и Добой-Исток на западе. До войны Грачаница имела площадь в 387 км², после Дейтонских соглашений площадь сократилась до 219 км².

## Население
По переписи населения 1991 года в общине проживали 59134 человека в 28 населённых пунктах. К 2012 году по статистике в общине проживает 52426 человек в 18 населённых пунктах.

## Населённые пункты
Бабичи, Врановичи, Горня-Лохиня, Грачаница, Доборовци, Доня-Лохиня, Джакуле, Лендичи, Лукавица, Малешичи, Миричина, Ораховица-Горня, Ораховица-Доня, Пискавица, Прибава, Приеко-Брдо, Рашлева, Скиповац-Горни, Скиповац-Дони, Соко, Степан-Поле и Шкаховица.